# داستین ویلمز
داستین ویلمز (انگلیسی: Dustin Willms؛ زادهٔ ۳۰ ژوئن ۱۹۹۹) بازیکن فوتبال اهل آلمان است.